# Instytut B61
Instytut B61 – międzynarodowa grupa artystyczna należąca do nurtu art & science założona w 2009 roku w Toruniu przez astronoma, kuratora i popularyzatora nauki Jana Świerkowskiego, wspierana przez Fundację Platon im. Kuby Rumińskiego. Instytut B61 to również nazwa fikcyjnej placówki badawczej, w której rozgrywa się akcja działań artystycznych. Instytut realizuje projekty art & science (głównie z dziedziny astronomii), w formie immersyjnych widowisk site-specific z pogranicza teatru, widowiska multimedialnego, happeningu, koncertu, gry terenowej i instalacji.

## Historia
Instytut B61 powstał w 2009 jako inicjatywa grupy studentów Wydziału Astronomii Uniwersytetu Mikołaja Kopernika i toruńskich artystów. Chcieli oni stworzyć alternatywne, interdyscyplinarne widowisko multimedialne, łączące zagadnienia naukowe ze sztuką. Pierwsza premiera miała miejsce  w 2009 roku, w ramach obchodów Międzynarodowego Roku Astronomii 2009, w zabytkowym Forcie I Twierdzy Toruń, a  jej tematem było zjawisko ewolucji gwiazd. Do chwili obecnej odbyło się  15 premier spektakli oraz dwa międzynarodowe interdyscyplinarne projekty artystyczne. Projekty prezentowane były w Polsce (m.in. w Toruniu, Gdańsku, Krakowie, Wrocławiu, Warszawie, Poznaniu, Bydgoszczy i Łodzi) i za granicą, m.in. w Estonii, Indiach i w Portugalii.

## Instytut B61 - tajna placówka badawcza
Wszystkie projekty rozgrywają się w obrębie fikcyjnej placówki naukowej – Instytutu B61 – wspólnego mianownika nauki i sztuki. Projekty Instytutu wpisują się w nurt sztuki site-specific, są bowiem ściśle związane z przestrzenią, która jest każdorazowo adaptowana na potrzeby spektaklu, do którego angażowani są lokalni artyści i twórcy oraz  wolontariusze. Tworzone są w opuszczonych przestrzeniach takich jak fabryki, fortyfikacje, kamienice czy zamki. W warstwie fabularnej spektakle mają formę wizyty w fikcyjnej, tajnej placówce naukowej, będącej częścią światowego “Konglomeratu Linearnego odpowiedzialnego za całokształt badań nad Kosmosem i jego składnikami”.

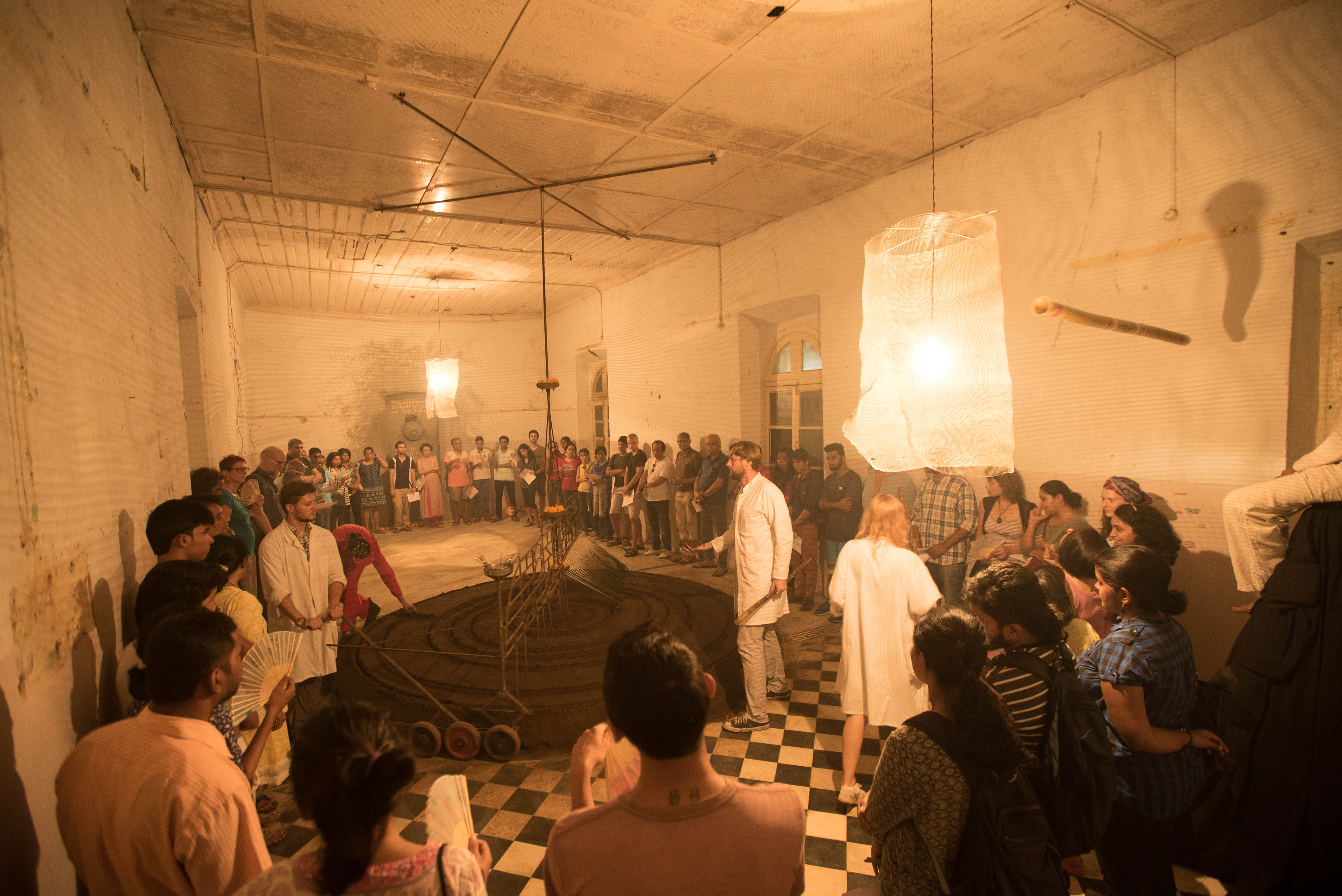
Spektakl „Ewolucja Gwiazd” podczas festiwalu „The Story of Space” w Indiach

Kilkudziesięcioosobowe grupy wyruszają pod opieką aktorów w tajemniczą podróż. Jednorazowo ponad godzinną inscenizację obejrzeć może około pięćdziesięciu, a w ciągu całego dnia kilkuset osób. Często wizyta wymaga dojazdu autobusem, a odwiedzający proszeni są o założenie obuwia lub odzieży ochronnej, podobnie jak w szpitalu czy muzeum. Publiczność zazwyczaj do ostatniej chwili nie wie, gdzie spektakl zostanie zaprezentowany.

## Zespół
W role fikcyjnych inżynierów Instytutu B61 wcielają się faktyczni naukowcy oraz artyści: aktorzy, muzycy, performerzy, happenerzy, artyści multimedialni, tancerze, etc. Liderem Instytutu B61, reżyserem, autorem scenariusza jest Jan Świerkowski, polski astronom, popularyzator nauki i kurator projektów łączących naukę i sztukę. W 2018 roku został on za swoje działania w ramach Instytutu B61 uhonorowany tytułem Popularyzator Nauki 2017 w kategorii animator przez Polską Agencją Prasową oraz Ministerstwo Nauki i Szkolnictwa Wyższego.
Stałą „kadrę badawczą” Instytutu B61 tworzą: Łukasz Ignasiński, Maciej Cegłowski, Dominik Smużny, Stefan Kornacki, Radosław Smużny, Mariusz Lubomski, Krystian Wieczyński, Paweł Tchórzewski, Krzysztof Wachowiak, grupa Laxmi Bomb. Z Instytutem B61 współpracowali m.in. Tomasz Stańko, Stanisław Tym, Michał Urbaniak, L.U.C, Katarzyna Groniec, SOFA, Kim Nowak, Łąki Łan, Eldo, Kortez, Antoni Gralak, Natu, Pinnawela, Łona, Bogdan Hołownia i Mazzoll, Organek, L.U.C., Kortez, Maja Kleszcz, Domowe Melodie.

## Najważniejsze projekty

### Cosmic Underground
Największy projekt Instytutu B61, zrealizowany w 2012 roku multidyscyplinarny projekt artystyczno-naukowy. Była to trwająca dwa miesiące wyprawa pociągiem towarowym, z udziałem międzynarodowego zespołu 30 artystów, współtworzących dziesięć wagonów tematycznych. Specjalny pociąg posiadający swój rozkład jazdy wyruszył we wrześniu 2012 z Estonii (Tallin) zatrzymując się na Łotwie (Ryga), na Litwie (Wilno), w Polsce (Bydgoszcz).

### „Re:volucao das Estrelas”
Zrealizowane w czerwcu 2014 roku multimedialne widowisko Instytutu B61 podczas Festiwalu Kultury Polskiej w Lizbonie, zorganizowanego przez Ambasadę RP w Lizbonie. Projekt z udziałem ponad 20 artystów i naukowców został zrealizowany w centrum Lizbony, w nieczynnym szpitalu Restelo. Kuratorem festiwalu był lider Instytutu B61, Jan Świerkowski.

### Festiwal „The Story of Space”: Indie
W listopadzie 2017 roku Instytut B61 wystąpił podczas „The Story of Space” realizowanego na indyjskim Goa. Interdyscyplinarne widowisko „Ewolucja Gwiazd” zostało zrealizowane w postkolonialnym szpitalu, w którym dawniej znajdował się pierwszy w Azji szpital medycyny zachodniej.

### „Stellar Entanglement”
Pierwsza realizacja Instytutu w wersji cyfrowej, stworzona w 2019 roku. Film powstał  w wyniku współpracy Instytutu B61 oraz duetu reżyserskiego The Kissinger Twins, autorów instagramowej serii @Sufferrosa, nagrodzonej Webby Awards 2020.